# Andrea Demirović
Andrea Demirović (cyr. Андреа Демировић; ur. 17 czerwca 1985 w Titogradzie) – czarnogórska piosenkarka, reprezentantka kraju w 54. Konkursie Piosenki Eurowizji (2009).

## Życiorys

### Edukacja
Ukończyła szkołę muzyczną w Barze w klasie fortepianu. W wieku piętnastu lat przeprowadziła się do Kotoru, gdzie ukończyła wyższą szkołę muzyczną na wydziale śpiewu solowego. Studiowała pedagogikę muzyczną na Akademii Muzycznej w Cetynii.

### Kariera
Rozpoczęła swoją karierę muzyczną w 2002, biorąc udział z piosenką „Novi dan” na festiwalu Sunčane Skale w Hercegu Novim. W 2005 z piosenką „Šta ce mi dani” uczestniczyła w krajowych eliminacjach eurowizyjnych w Serbii i Czarnogórze, zajmując piąte miejsce w ich finale.
W 2006 wydała debiutancki album studyjny, zatytułowany Andrea, na który materiał tworzyła przez dwa lata. Niedługo po premierze płyty nawiązała współpracę z brytyjską firmą muzyczną Vord, z którą wydała singiel „Ley Le Lee”, nagrany w duecie z włoskim artystą Massimo Bertaccim.
W styczniu 2008 wystąpiła w finale czarnogórskich eliminacji eurowizyjnych MontenegroSong 2008, w którym zaprezentowała swoją interpretację przeboju „I Will Always Love You” Whitney Houston i zajęła drugie miejsce w głosowaniu telewidzów. W styczniu 2009 została ogłoszona reprezentantką Czarnogóry w 54. Konkursie Piosenki Eurowizji w Moskwie. Jej konkursowym utworem została piosenka „Just Get Out of My Life”, skomponowana przez Ralpha Siegela. 12 maja wystąpiła z nią jako pierwsza w kolejności w pierwszym półfinale konkursu i zajęła 11. miejsce z 44 punktami na koncie, przez co nie zakwalifikowała się do finału.
W 2019 z piosenką „Ja sam ti san” startowała w konkursie Montevizija, będącym czarnogórskimi eliminacjami do 64. Konkursu Piosenki Eurowizji.

## Dyskografia

### Albumy studyjne
- Andrea (2006)

### Single
- 2008 – „The Queen of the Night”
- 2009 – „Just Get Out of My Life”